# Черас
Черас е град в Малайзия, предградие на столицата Куала Лумпур, с население от 601 534 жители (2010 г.) Градът е бил домакин на Югоизточноазиатските игри през 1995 г. и на Игрите на Общността на нациите през 1998 г. поради което има много спортни съоръжения на международно ниво като футболен стадион, бадмингтон стадион и плувен център. В Черас има станция на леката железница на Куала Лумпур.